# 香港二手教科書買賣
香港二手教科書買賣，是一個二手貨商品市場，該類教科書多數是最新一版的，但不是新書。
在香港，教科書是商品，是香港學生的必需品，學校方指定購買。香港教科書售價包含偏高的毛利，每年加價率比通漲快，是家長的主要支出之一。新書盜版涉及版權又不可行，因此，售價較低的二手教科書是家長的另類選擇。隨著二手教科書的需求增加，中小型教科書店開始兼售二手教科書；專門出售二手教科書的店舖亦應運而生。

## 特色
在香港售賣二手教科書的書店主要分為兼售及專售兩類，兩者的經營模式各不相同。

### 地點
兼售二手書的書店一般是中小型書店，顧客多是書店附近的居民，並沒有特定的開業地點。
專售二手書的書店大多於較多年青人逛的地方開業，如葵涌廣場及旺角奶路臣街；它們亦同時位於大型書店附近。

### 二手書店列表
- 旺角 華英書局
- 柴灣 拾益書店
- 北角 精神書店
- 西環西營盤 校友
- 上水 學榮書店
- 葵芳 夏季書局

### 經營手法
一般而言，二手書買賣的進行流程如下：
1. 店方以低價向在學或已畢業學生購買教科書
2. 店方以比購入價更高（但仍低於新書）的價錢把二手教科書出售
3. 或若店方購入後，出版社改版，該書成為舊版書，店家不能出售，只能丟棄，蒙受損失

兼售二手教科書的書店多數有固定地址，二手書主要來自店員在各大屋村及大廈尋找學生收購舊書；學生也可以自行到店舖出售教科書。
專門售賣二手書的書店大多沒有固定地址，只能靠店員四處搜集二手書。這些書店一般只於暑假期間租置一些細小舖位作臨時經營，亦有部分以客貨車作流動經營，大部分於暑假過後便結業。書店亦會聘用一些暑期工，於繁忙路口及商場中「拉客」。

## 問題
大部份兼售二手書的書店除二手書買賣外還有其他收入來源，例如新書、課外書或文具買賣等，所以收入較為穩定；店舖有固定地址、長期營業，有相對固定和熟悉的顧客群，而顧客發現問題時亦較容易找到店舖及其負責人：除非書店不顧長遠商譽，故意欺騙顧客，否則這類書店產生的問題和顧客對書店的投訴相對較專售二手書的書店少。
專售二手書的書店通常以「在最短的時間獲取最大利潤」為目標，屬於短期營業，沒有特定的地址，不注重和客人的關係和商譽，顧客發現問題後往往發現書店已結業或負責人拒絕承擔責任。一般而言這類書店的問題和投訴都比較多。
二手書店經常構成的問題：
1. 派出店員四派發傳單和拉客，對途人造成滋擾。一些店員甚至會強搶途人書單，以威逼途人跟隨他們到書店購書。[4]
2. 不顧信譽，欺騙顧客：[5]
  - 以舊版書充當新版書出售/舊書當新書出售
  - 聲稱書本缺貨要求顧客先付定金，但後來書店捲款搬遷
  - 彩色影印新版書封面，然後以此包著舊版書以充當新版書出售

由於部分二手書店由黑社會經營，警方反黑組多次採取行動對付，包括派警員到書店巡視和派臥底假扮學生買書

## 校內二手教科書買賣
除了商業的二手教科書買賣，不少學校都有私人性質的二手書買賣活動。這類買賣可以是個別高年級學生出售二手書給相熟的低年級學生，或者是作為「中介人」的學生聯絡有意買賣二手書的高、低年級學生並安排時間進行集體買賣，甚至是因校方支持而得以大規模、公開舉辦的「二手書展」。不論規模大小，校內的二手書買賣通常都有一個共通點：因為買賣雙方都是學生，甚至是學長和學弟、妹關係，所以售價鮮少高於二手書市場的水平，而且不易出現賣方不顧關係欺瞞或強迫買方購買書本的情況。
部份學生因與低年級學生不熟或找不到「中介人」，所以會放在 Yahoo及 eBay中拍賣，然而兩者也需收取每本書本寄賣費 (每件需約 $0.6 ~ $2 元左右)，因此很多學生會選擇把教科書放在一些免費的網站出售。

## 非牟利的二手教科書買賣
2006年，宣明會曾舉辦慈善二手書買賣，其中包括二手教科書，讓貧困家庭的學生以低價購買。然而，一些二手書店趁機派員到會場「掃貨」，運回書店轉售，使真正有需要的人無法買到教科書。
有見及此，宣明會規定每本賣出的書必須蓋印，證明該本書為慈善用途，避免書店轉售圖利。
2017年起已停售教科書

## 資料來源
1. ↑  搶書單先落定，超低價要提防，警誓趕絕二手書奸商 的存檔，存档日期2007-09-30.，《蘋果日報》，2006年7月8日
2. ↑  初中二手書一般五折出售 的存檔，存档日期2007-09-30.，《蘋果日報》，2006年7月14日
3. ↑  全新教科書免息分期，舊書店聘數十暑期工搶客 的存檔，存档日期2007-09-30.，《蘋果日報》，2003年8月17日
4. ↑  警旺角打擊不法二手書店，黑漢強搶學生書單逼買書 （页面存档备份，存于），《明報》，2006年7月8日
5. ↑  警旺角打擊不法二手書店，黑漢強搶學生書單 逼買書 （页面存档备份，存于），《明報》，2006年7月8日；游說繳費訂新書，開學日集體消失，流動書檔騙40學生買書錢 的存檔，存档日期2007-09-30.，《蘋果日報》，2003年9月2日；封面彩色影印，內文全不對辦，舊書店售假二手教科書 的存檔，存档日期2007-09-30.，《蘋果日報》，2003年9月13日
6. ↑  警籲慎防二手書騙局 （页面存档备份，存于），《明報》，2006年7月7日
7. ↑  舊書義賣吸2500人搶購[永久]，《大公報》，2006年8月9日